# Natalie Maag
Natalie Maag (* 29. November 1997 in Wetzikon) ist eine Schweizer Rennrodlerin.

## Ausbildung und Training
Natalie Maag besuchte die United School of Sports und schloss 2017 ihre Ausbildung als Kauffrau ab. Sie lebt in Wernetshausen. Im Alter von neun Jahren begann sie mit dem Rodelsport. Auch ihr älterer Bruder Christian rodelte, bis er zum Bobsport wechselte. Maag trainiert – aus Mangel an Schweizer Rodelsportlerinnen – im thüringischen Stützpunkt Oberhof zusammen mit Julia Taubitz aus dem deutschen Nationalkader.

## Juniorinnen
Maags erste internationale Meisterschaften waren die Junioreneuropameisterschaften 2012 in Winterberg. Im Einzelrennen wurde sie nicht eingesetzt. Im Mannschaftswettbewerb wurde sie an der Seite von Yannick Hunziker sowie dem Doppel aus Luca Hunziker und ihrem Bruder Christian Achte im Mannschaftswettbewerb. In der Folgezeit bestritt sie Rennen im Junioren-Weltcup. Bei den Juniorenweltmeisterschaften 2014 in Igls belegte sie den 15. von mehr als 50 Plätzen.

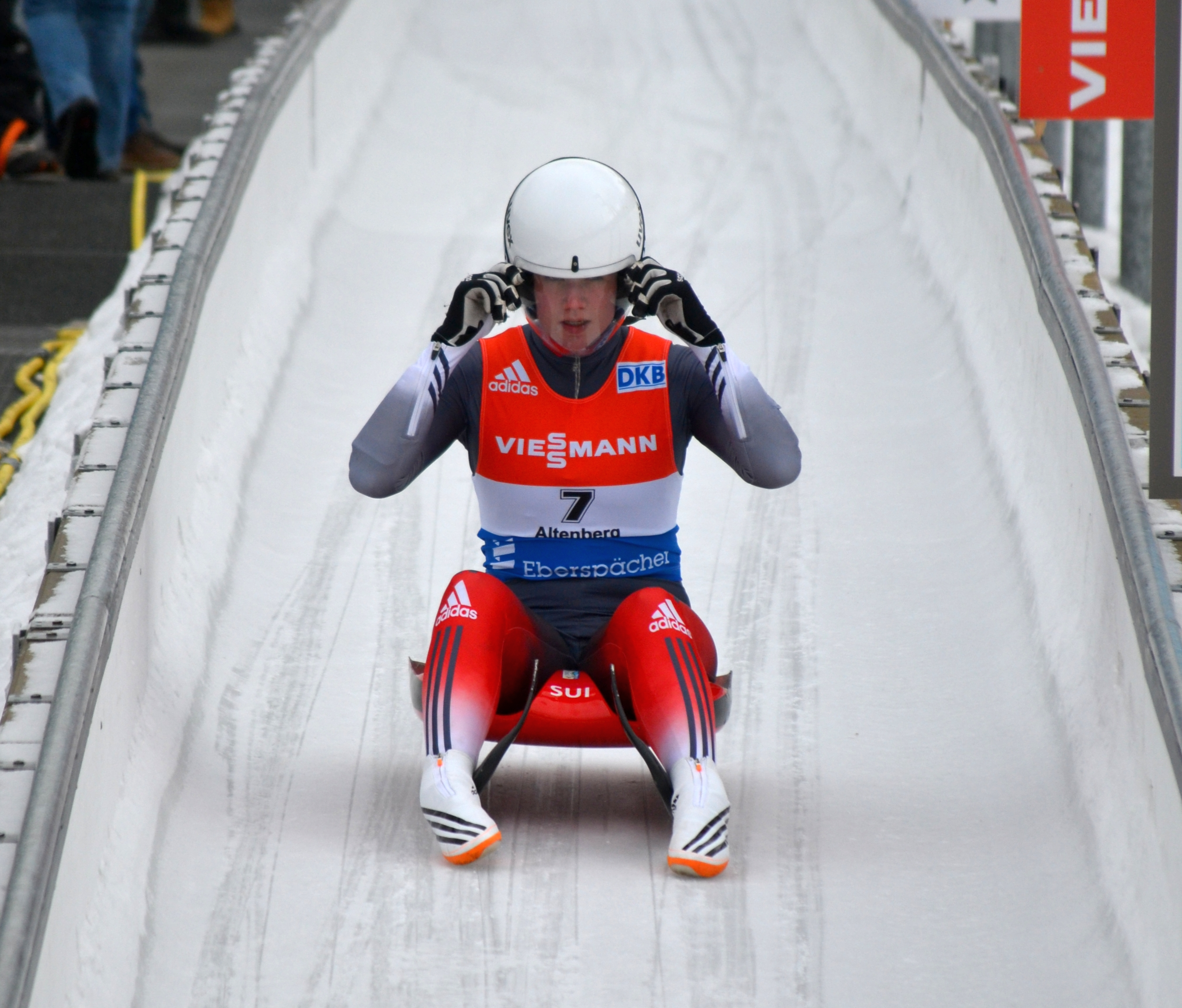
Maag im Ziel bei ihrem zweiten Weltcuprennen, Altenberg 2015

Die Saison 2014/15 bestritt Maag zumeist bei den Juniorinnen. Zum Auftakt wurde sie bei zwei Rennen in Whistler jeweils Fünfte, anschliessend in Park City Siebte. Nach dem Jahreswechsel debütierte sie am Königssee im Weltcup und qualifizierte sich für das Hauptrennen, in dem sie 23. wurde. Bei den Juniorenweltmeisterschaften 2015 in Lillehammer erreichte sie Platz 24. Danach kam sie erst einmal wieder zu Einsätzen bei den Juniorinnen und belegte in Oberhof den siebten Platz. Zugleich waren es die Junioreneuropameisterschaften 2015, bei denen sie dieselbe Platzierung erreichte. Zum Saisonabschluss wurde Maag in Igls Elfte und belegte in der Gesamtwertung des Junioren-Weltcups der Saison den sechsten Platz. Zum Saisonabschluss bestritt  sie in Altenberg ihr zweites Weltcuprennen bei den Frauen und wurde 18. Mit 41 Punkten wurde sie 34. der Gesamtwertung.
Auch die Saison 2015/16 bestritt Maag weitgehend bei den Juniorinnen. Auf einen fünften Platz zu Saisonbeginn in Lillehammer folgten ein siebter Rang in Sigulda und erneut ein fünfter Platz auf ihrer Lieblingsbahn am Königssee. Nach einem neunten Platz in Igls folgte ein weiterer neunter Platz in Altenberg, zugleich die Junioreneuropameisterschaften 2016, bei denen sie Neunte wurde. Nach einem siebten Platz in Oberhof wurde Maag für die Rennen am Königssee erstmals für die Weltmeisterschaften berufen und wurde dort 31. Bei den Juniorenweltmeisterschaften eine Woche später in Winterberg fuhr sie auf den 13. Platz. In der Gesamtweltcupwertung verpasste sie das Podium als Viertplatzierte um einen Rang. In Winterberg wurde sie noch einmal für den Weltcup berufen und belegte dort Rang 24; in der Gesamtwertung des Weltcups wurde sie mit 33 Punkten 36.
Die Saison 2016/17 wurde letzte bei den Juniorinnen. Zunächst startete Maag bei den Frauen. Zum Saisonauftakt wurde sie 24. in Winterberg. Am Königssee verpasste sie im Nationencup die Qualifikation für das Weltcuprennen, platzierte sich aber im Rahmen der gleichzeitigen Europameisterschaften 2017 als 20. In Sigulda wurde sie anschliessend 19. Es folgte der Junioren-Weltcup einschliesslich der Junioreneuropameisterschaften 2017 in Oberhof. Maag wurde beim Weltcup Elfte, bei der Europameisterschaft Zehnte. Ähnlich war ihre Leistung als 12. bei den Juniorenweltmeisterschaften 2017 in Igls. Beim vorolympischen Weltcup auf der Olympiabahn in Pyeongchang erreichte sie das Weltcuprennen nicht und schied im Nationencup aus. Am Ende war sie sowohl in der Gesamtwertung des Junioren-Weltcups als auch in der Gesamtwertung des Weltcups 34., mit 34 Punkten im Junioren-Weltcup und 53 Punkten im Weltcup.

## Erste Saisons bei den Frauen

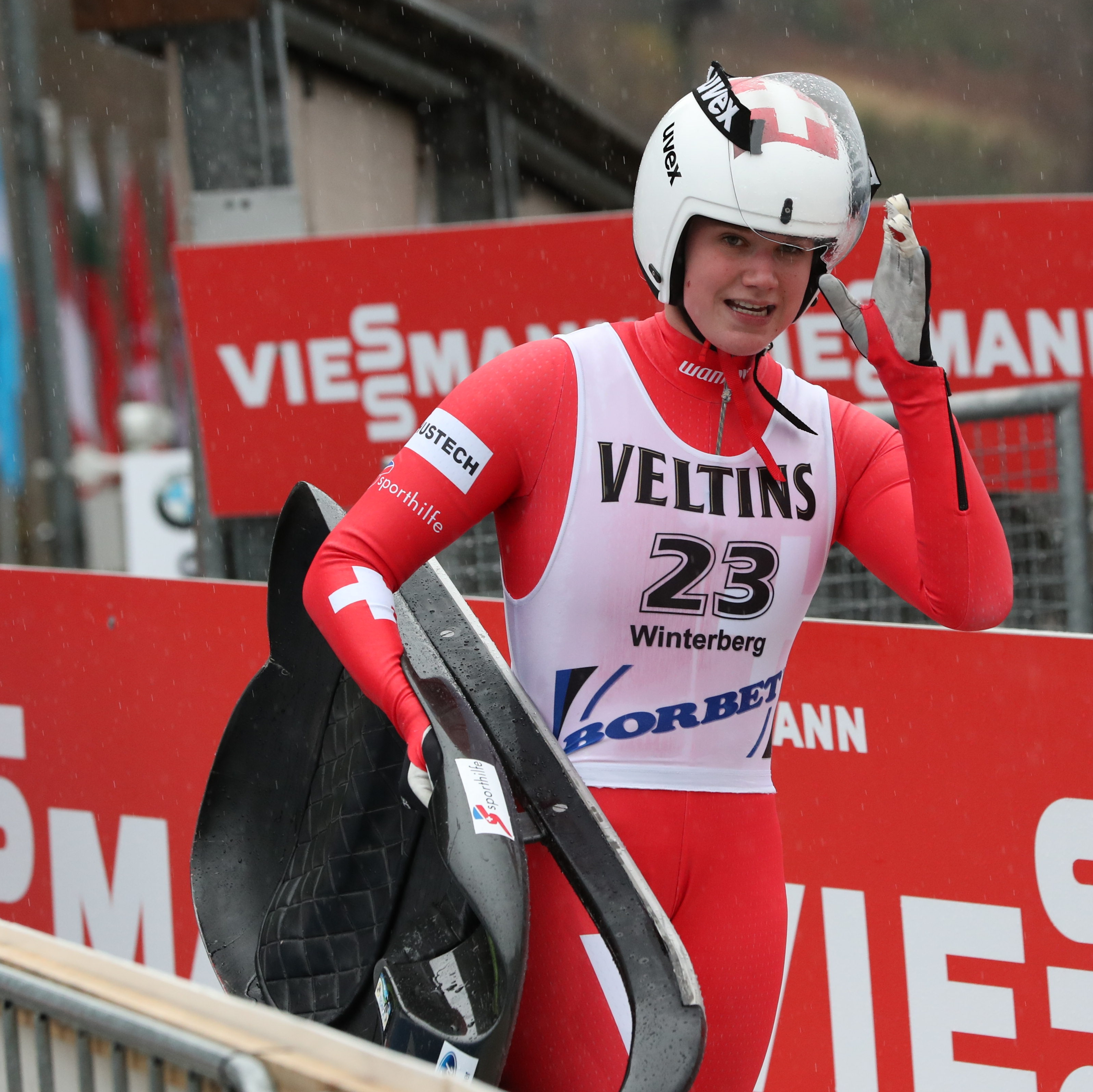
Nationencuprennen im November 2017 in Winterberg

Zur vorolympischen Saison 2017/18 rückte Maag endgültig in die Schweizer Nationalmannschaft auf. In Igls und Winterberg verpasste sie als 22. beziehungsweise 20. der Nationencups die Qualifikation für die Weltcuprennen, in Calgary gelang es ihr schliesslich knapp als Zehnte, woraufhin sie 22. des Weltcuprennens wurde. Auch bei den folgenden vier Rennen verpasste sie mit Platzierungen zwischen 13 und 19 in den Nationencups die Qualifikation für die Weltcuprennen. Das gelang ihr erst wieder als 14. in Sigulda. Im Weltcuprennen wurde sie in Lettland anschliessend 19., in der gleichzeitigen Wertung der Europameisterschaften 2018 belegte sie den 13. Platz. Mit 131 Punkten war sie am Ende 26. der Gesamtwertung des Weltcups. Die Qualifikation für die Olympischen Spiele in Pyeongchang schaffte sie gegen ihre erfahrene Mannschaftskameradin Martina Kocher jedoch nicht.

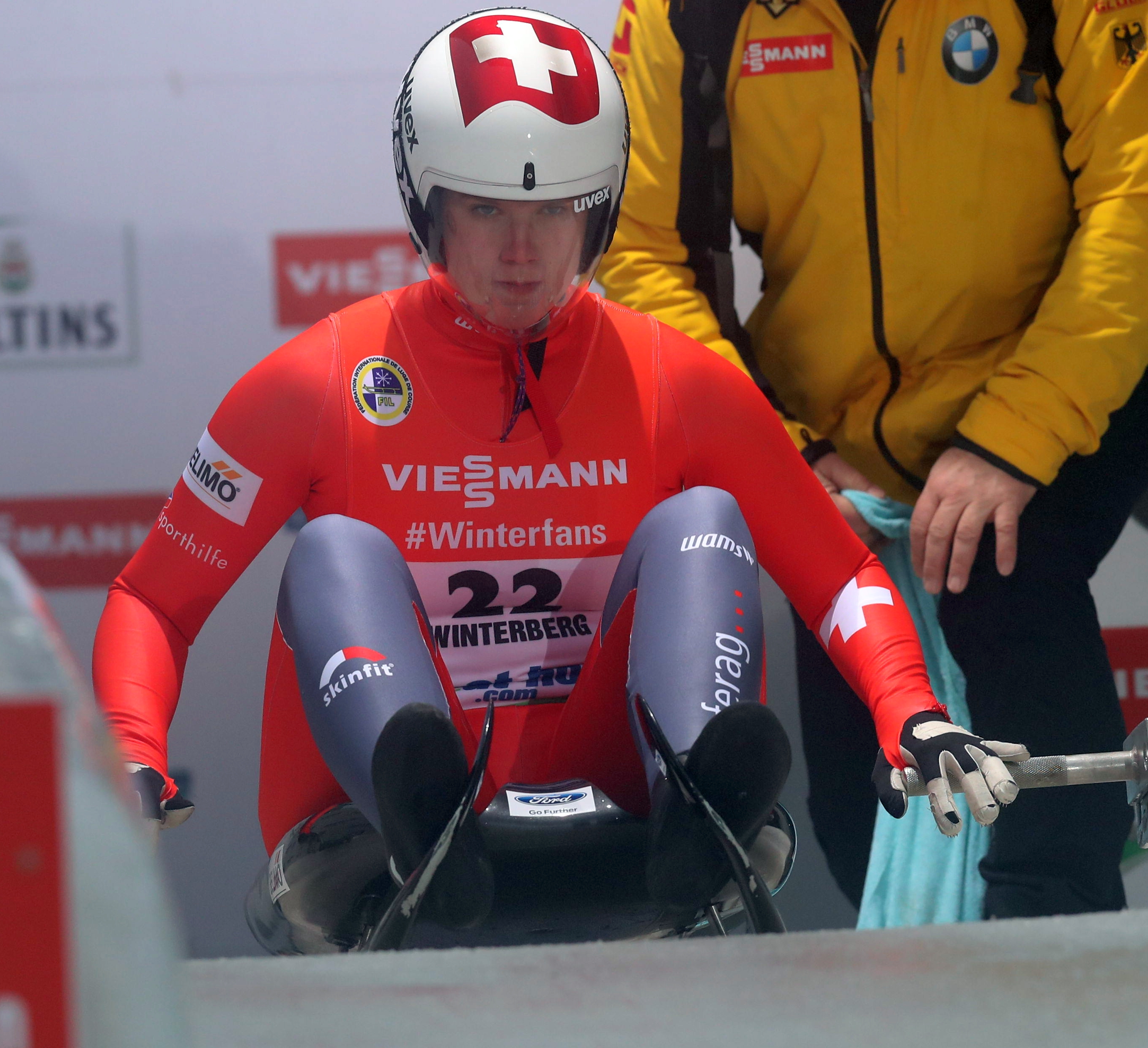
Am Start bei den Weltmeisterschaften 2019

Nach dem Rücktritt von Kocher nach den Olympischen Spielen war Maag einzige verbliebene Schweizerin beim Rennrodeln. Die nacholympische Saison 2018/19 gelang ihr endgültig der Durchbruch. Sie trat an allen Weltcuporten der Saison an und bestritt jedes Mal das Weltcuprennen. Sie begann die Saison noch mit hinteren Rängen, einem 22. Platz in Igls und einem 20. Rang in Whistler. In Calgary verbesserte sie ihre persönliche Bestplatzierung erstmals in der Saison um einen Rang auf 17, in Lake Placid erreichte sie Platz 21. Nach dem Jahreswechsel war sie nie mehr schlechter als Platz 19 klassiert. Zunächst verbesserte sie ihre beste Platzierung am Königssee erneut um einen Rang auf Platz 16, in Sigulda kam sie auf Platz 19. Die Weltmeisterschaften 2019 in Winterberg beendete sie auf dem 18. Platz. Hinter Julia Taubitz und Hannah Prock gewann sie in der separaten U-23-Wertung die Bronzemedaille. Es folgte eine erneute persönliche Bestplatzierung als 14. in Altenberg, die sie mit ihrer ersten einstelligen Platzierung als Neunte in Oberhof noch einmal deutlich verbesserte. Es waren zugleich die Europameisterschaften 2019, bei denen Maag den achten Platz belegte. Zum Saisonfinale in Sotschi qualifizierte sie sich als 13. des Weltcuprennens erstmals für ein Sprintrennen, bei dem sie Neunte wurde. Mit 267 Punkten wurde sie 17. der Gesamtwertung, in der Gesamtwertung des Nationencups, bei dem sie alle Rennen bestritten hatte, wurde sie mit 407 Punkten Sechste.

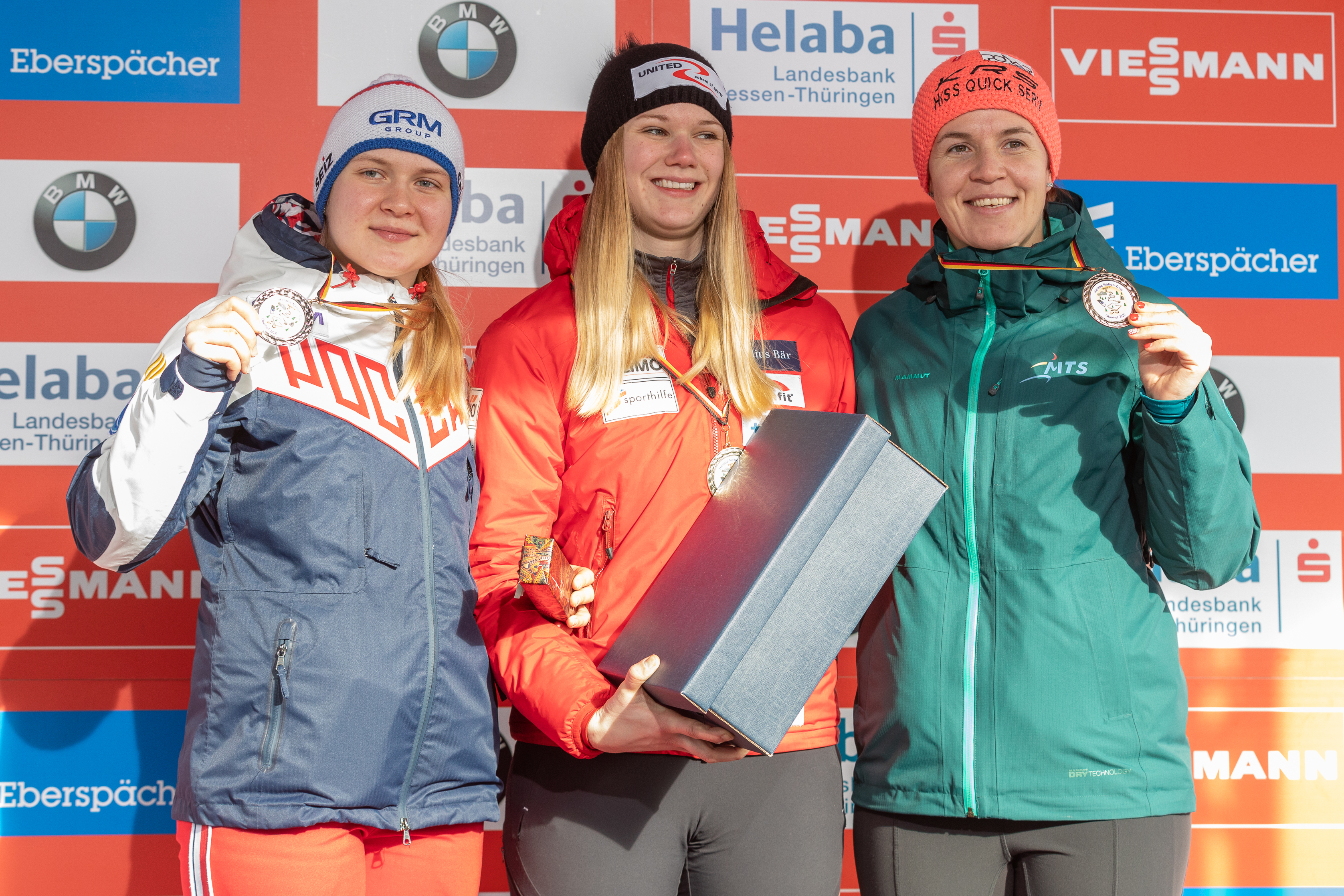
Mit Olessja Michailenko (links) und Raluca Strămăturaru (rechts) als Siegerin des Nationencup-Rennens in Oberhof 2020

Die Saison 2019/20 brachte für Maag den Aufstieg in die erweiterte Weltspitze. Nach den guten Ergebnissen zum Ende der Vorsaison gehörte sie zu den zunächst 12 gesetzten Starterinnen. Zum Auftakt der Saison in Igls konnte sie das als 21. vorerst nicht bestätigen. Doch schon auf der zweiten Weltcupstation in Lake Placid fand sie zum Erfolg zurück und wurde zunächst Sechste und im anschliessenden Sprintrennen Siebte. In Whistler belegte sie in beiden Rennen 13. Plätze. Nach dem Jahreswechsel startete sie in Altenberg und Lillehammer mit mittleren Ergebnissen, den Plätzen 17 und 14, in das neue Jahr. Die Rennen in Norwegen waren zugleich die Europameisterschaften 2020, in deren Wertung Maag 12., in der separaten U-23-Wertung hinter Madeleine Egle, Jessica Tiebel und Anna Berreiter Vierte wurde. Nach den etwas schwächeren Ergebnissen musste sich Maag in Sigulda erst wieder über den Nationencup für den Weltcup qualifizieren, was ihr hinter Ulla Zirne mit einem zweiten Rang eindrucksvoll gelang. Im Weltcuprennen wurde sie 14. und qualifizierte sich damit zum dritten Mal in der Saison für das Sprintrennen, in dem sie Siebte wurde. In der Gesamtwertung dieses Wettbewerbs wurde sie Achte von nur acht Starterinnen, die in diese Wertung kamen. Beim Nationencup in Oberhof 2020 siegte sie und qualifizierte sich damit für das Weltcuprennen, in dem sie Achte wurde. Die Weltmeisterschaften 2020 brachten achtbare, aber keine herausragenden Resultate. Auf der Olympiabahn fuhr sie zunächst auf einen 14. Rang im Sprint und wurde anschliessend 13. des Einzelrennens. In der separaten U-23-Wertung wurde sie Fünfte. Bei Chaosrennen in Winterberg wurde sie Elfte. Im letzten Saisonrennen am Königssee stürzte sie im ersten Lauf. Mit 390 Punkten wurde sie am Ende Elfte der Gesamtweltcupwertung, eine Top-Ten-Platzierung verpasste sie gegen die deutsche Weltcup-Debütantin in der Saison, Cheyenne Rosenthal, aufgrund des Sturzes im letzten Rennen um sechs Punkte.
Zum Auftakt in die durch die COVID-19-Pandemie eingeschränkte Saison 2020/21 startete Maag in Igls im Weltcup und verpasste als 18. das Sprintrennen. Ihre erste Platzierung auf dem Podium erreichte sie mit dem dritten Rang beim letzten Rennen der Saison in St. Moritz. Dies gelang vor ihr noch keiner Schweizer Athletin. Auf ihrer Heimbahn Oberhof musste sie 2022 noch einmal durch die Nationencup-Qualifikation, gewann erneut das Rennen und wurde im Weltcuprennen anschliessend Elfte. Bei den Olympischen Winterspielen 2022 erreichte sie im Einsitzer den neunten Rang.

## Weblinks

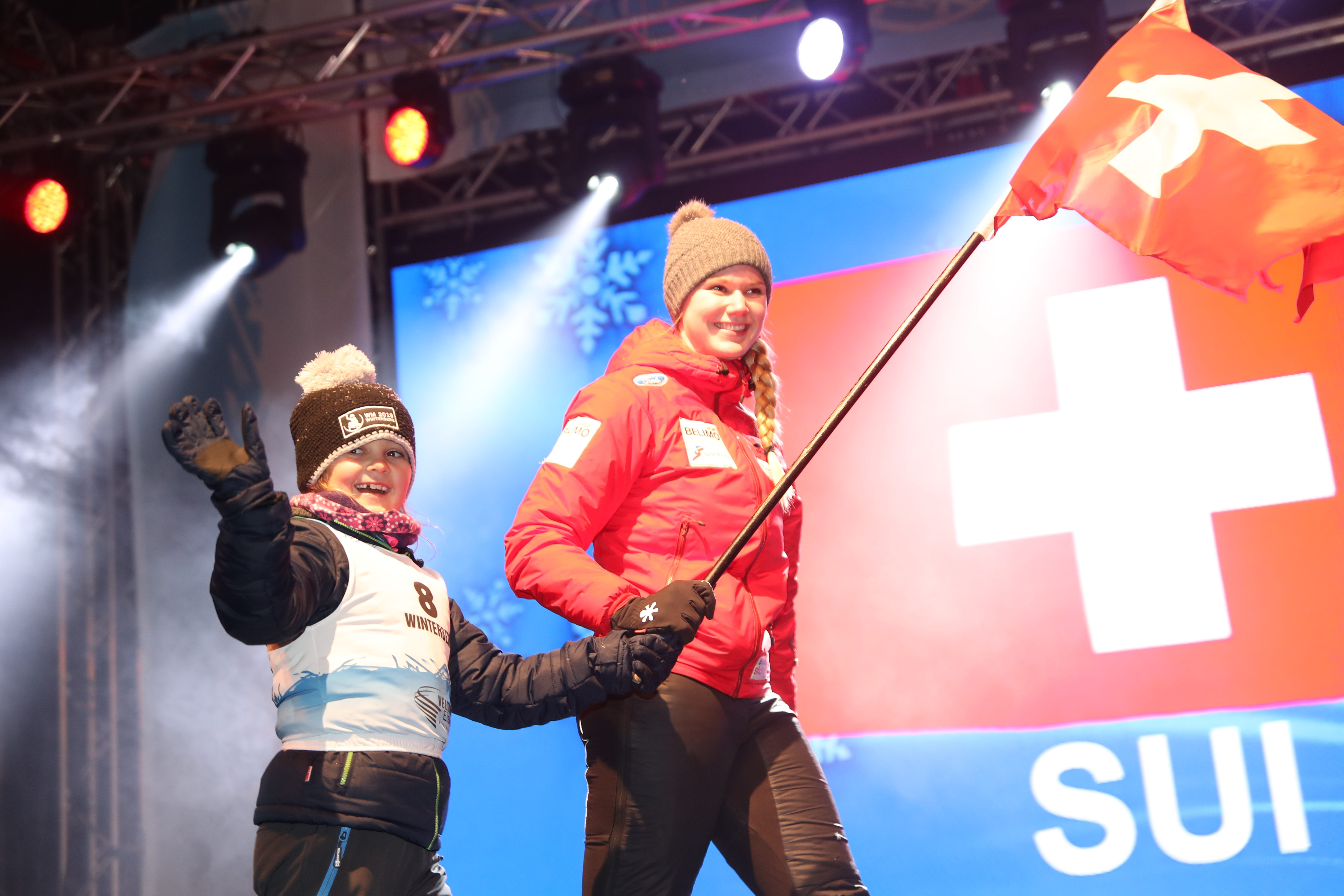
Maag mit der Schweizer Flagge bei der Eröffnung der Weltmeisterschaften 2019 in Winterberg

## Statistik

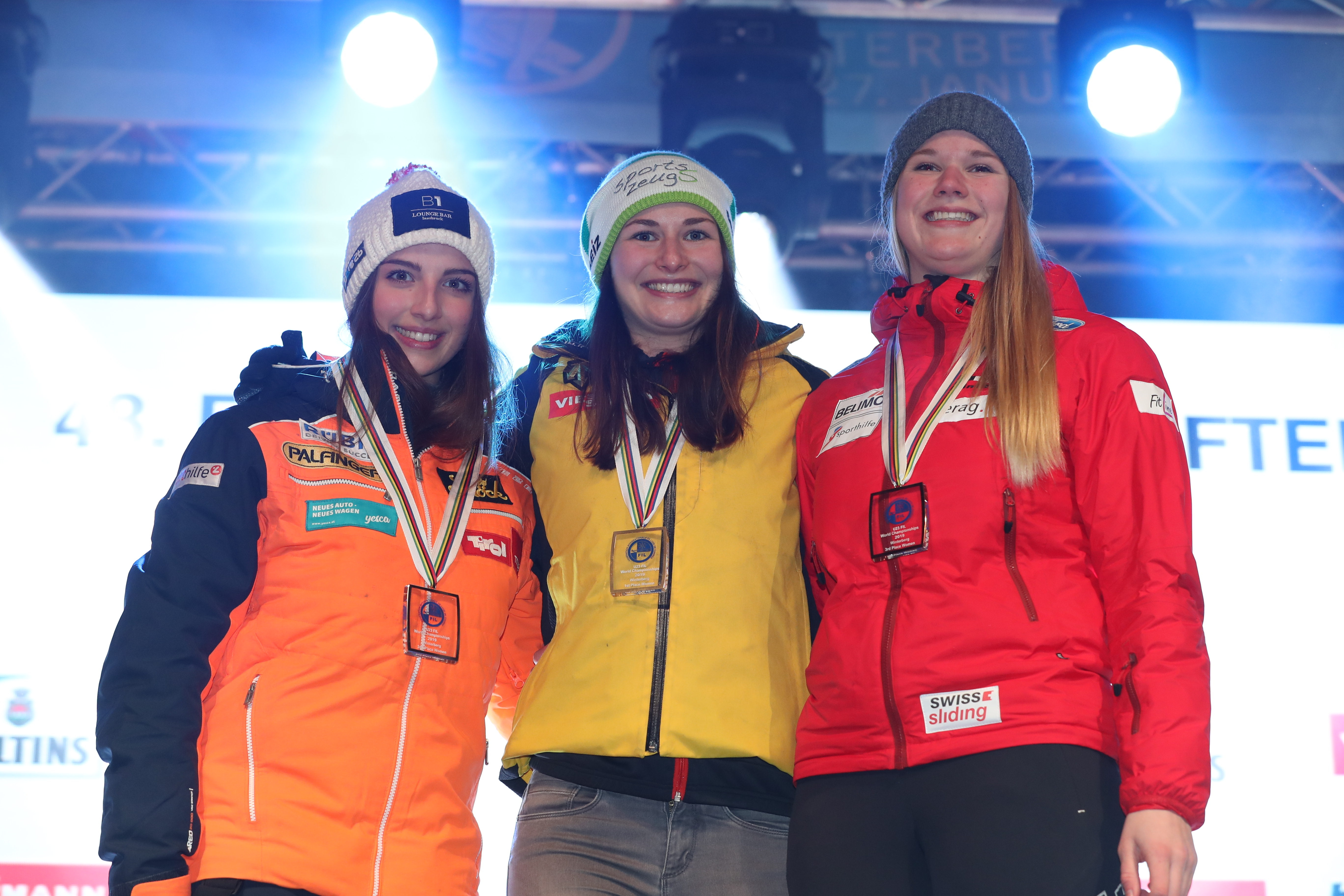
Prock, Taubitz und Maag mit den U-23-WM-Medaillen 2019

Platzierungen im Gesamtweltcup
| Saison  | Platz | Punkte | Sprintweltcup | Nationencup | Punkte |
| ------- | ----- | ------ | ------------- | ----------- | ------ |
| 2014/15 | 34.   | 41     | 0–            | 32.         | 064    |
| 2015/16 | 33.   | 36     | 0–            | 30.         | 062    |
| 2016/17 | 34.   | 53     | 0–            | 25.         | 109    |
| 2017/18 | 26.   | 131    | 0–            | 16.         | 228    |
| 2018/19 | 17.   | 267    | 0–            | 06.         | 407    |
| 2019/20 | 11.   | 390    | 08.           | 19.         | 185    |
| 2020/21 | 13.   | 306    | 19.           | 04.         | 325    |
| 2021/22 | 20.   | 222    | 0–            | 07.         | 312    |
| 2022/23 | 10.   | 429    | 12.           | 0–          | 0–     |